# Article 9 de la Constitució Japonesa
L'article 9 de la Constitució japonesa (日本国 憲法 第 9 条 Nihonkoku kenpō dai 9 jo) és una clàusula a la Constitució Nacional del Japó que prohibeix la guerra com a mitjà per resoldre els conflictes internacionals que involucren l'estat. La Constitució va entrar en vigor el 3 de maig de 1947, després de la Segona Guerra Mundial. En el seu text, l'Estat renuncia formalment al dret sobirà de bel·ligerància i apunta a una pau internacional basada en la justícia i l'ordre.
L'article també assenyala que, per assolir aquests objectius, no es mantindran forces armades amb potencial bèl·lic. Tot i això, el Japó manté unes forces armades de facto, conegudes com a Forces d'Autodefensa del Japó, originalment pensades en la línia del que Gandhi anomenava Shanti Sena (soldats de pau) o també com una policia basada en la seguretat col·lectiva (manteniment de la pau) que operés sota les Nacions Unides.
El juliol de 2014, el govern japonès va aprovar una reinterpretació d'aquest article que ha donat més poders a les forces d'autodefensa, fins al punt que els permet defensar a països aliats en cas de guerra, malgrat les preocupacions i la desaprovació d'altres països de la regió, com la Xina o Corea del Sud. Tanmateix, els Estats Units han donat suport al moviment. Aquest canvi és considerat il·legítim per alguns partits i ciutadans japonesos que entenen que el primer ministre eludeix els procediments d'esmena constitucional del Japó. Els defensors d'aquest article de la constitució japonesa van ser una de les candidatures més sòl·lides al Premi Nobel de la Pau 2014, que van acabar obtenint Malala Yusafzai i Kailash Satyarthi.
L'11 de novembre de 2014 un activista japonès es va immolar en protesta per la proposta d'abolir aquest article, imitant l'acció que va portar a terme Yui Chunoshin l'11 de novembre de 1967.